# Bethel (hrabstwo Windsor)
Bethel – jednostka osadnicza w Stanach Zjednoczonych, w stanie Vermont, w hrabstwie Windsor.